# Paul Sangnier
Pour les articles homonymes, voir Sangnier.
Paul Sangnier, né à Paris le 22 juillet 1917 et mort accidentellement le 10 avril 1939 dans les gorges de Vernéjoux, est un ethnologue et explorateur français, auteur d'une étude sur les Indiens Wayana de Guyane (1938). Il est le fils puîné de Marc Sangnier (1873-1950), fondateur du Sillon et le frère cadet de Jean Sangnier.

## Biographie

### Famille
Paul Marc Sangnier est né dans un milieu bourgeois parisien. Il est le fils puîné de Marc Sangnier, journaliste et homme politique, fondateur du Sillon, de la Jeune République et des Auberges de Jeunesse, le jeune frère de Jean Sangnier (1912-2011) et de Madeleine Chatelat (1909-2003).
Il est également le petit-fils de Félix Sangnier (1834-1928) et de Thèrèse Lachaud (1846-1920), elle-même fille de Charles Lachaud (1817-1882), célèbre avocat bonapartiste qui s'illustra notamment dans les procès de Marie Lafarge, de François Achille Bazaine et de Gustave Courbet.

### Carrière
Paul Sangnier suit des études de lettres et d'ethnologie à Paris, et s'investit à la promotion des Auberges de Jeunesse, initiées par son père.
Par l'entremise de Paul Rivet (1876-1958), directeur du musée de l'Homme, il prend part à une mission scientifique exploratoire (en septembre/novembre 1938) aux fins d'étudier notamment les populations Wayana (autrefois appelées Roucouyennes), en Guyane française. Cette mission, qu'il est amené à diriger en dépit de son jeune âge, lui permet de mener une étude poussée sur les Indiens Caraïbes et Arawaks, de rapporter 700 objets ethnologiques et archéologiques, 250 photographies et de réaliser un film.
En mars 1939, le tout jeune explorateur, qui a particulièrement étudié les danses rituelles des populations qu'il a observées, donne une conférence à l'Institut français de Berlin, suivie de la projection du film.
Paul Sangnier, ainsi promis à une brillante carrière d'explorateur et d'ethnologue, trouve une mort prématurée lors d'une descente en canoë des gorges de Vernéjoux, sur la rivière Dordogne entre le Cantal et la Corrèze. Une stèle apposée au pont de Vernéjoux (commune de Champagnac, côté Cantal) rappelle son souvenir.